# Cosymbotus craspedotus
Cosymbotus craspedotus är en ödleart som beskrevs av  François Mocquard 1890. Cosymbotus craspedotus ingår i släktet Cosymbotus och familjen geckoödlor. Inga underarter finns listade i Catalogue of Life.